# Malé du Sud
Cette page contient des caractères et des mots thâna comme ހ ou ފ. En cas de problème, consultez l’article Thâna ou testez votre navigateur.
Malé du Sud est un atoll des Maldives. Ses habitants se répartissent sur trois des trente îles qui le composent. Les terres émergées représentent 2 km2 sur les 536,33 km2 de superficie totale de l'atoll, lagon inclus.

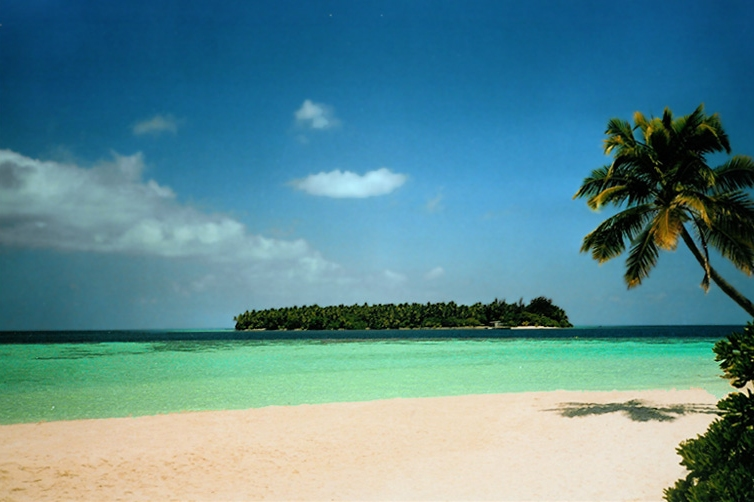
Digofinolu

## Référence
1. ↑  (en) Abdulla Naseer, « Proceedings of the workshop on coastal area planning and management in Asian ... »